# Juan José Reinoso
Juan José Reinoso Ampuero (Arequipa, 28 de agosto de 1852-Lima, 28 de diciembre de 1925) fue un escritor, periodista, funcionario público y político peruano. Fue alcalde de Mollendo (1895-1896), ministro de Hacienda y Comercio en dos ocasiones (1902 y 1904); y senador por Arequipa (1905-1910). Colaboró en diversos diarios de Arequipa, Cuzco, Mollendo y Lima; fundó y dirigió el semanario (luego diario) El Puerto de Mollendo y fundó la revista Actualidades de Lima. Fue un funcionario especializado en el ramo de aduanas.

## Biografía
Hijo de José Matías Reinoso e Isabel Ampuero. Estudió en el Seminario de San Jerónimo y en el Colegio Nacional de la Independencia Americana de su ciudad natal. Ingresó luego a la Universidad Nacional de San Agustín, pero dejó los estudios en 1872 y pasó a trabajar en la aduana del puerto de Islay.
Al fallecer su padre en 1877, regresó a Arequipa para encargarse de los negocios familiares. Se dedicó entonces al periodismo y colaboró en La Bolsa y El Eco del Misti. Fue también uno de los organizadores del Club Literario (1881) y fundador de un periódico literario llamado El Álbum.
En 1882 se trasladó a Moquegua para trabajar como administrador de la aduana interior establecida durante la guerra con Chile. Pasó luego a Cuzco, donde ejerció sucesivamente como cajero fiscal y secretario de la prefectura. En 1884 fundó el diario El Progreso, para hacer propaganda al gobierno de Miguel Iglesias. Derrocado este gobernante en 1885, abandonó el Cusco y se instaló en Mollendo para dedicarse al comercio.
Su estancia en Mollendo se prolongó por varios años. Allí apoyó al gremio de artesanos y fundó una compañía de bomberos. Colaboró además en La Gaceta del Puerto y a partir de 1892 editó el semanario El Puerto, que pronto se convirtió en bisemanario y finalmente en diario, que se mantuvo en circulación durante veinte años. Fue alcalde de Mollendo de 15 de mayo de 1895 a 2 de enero de 1896.
En 1899 abandonó Mollendo al ser nombrado vista de la aduana del Callao. Y pese a que no era muy conocido en la política nacional, fue nombrado ministro de Hacienda y Comercio por el gobierno del ingeniero Eduardo López de Romaña, cargo que ejerció de 10 de agosto a 9 de octubre de 1902, cuando renunció el gabinete ministerial por el voto de censura de la Cámara de Diputados por el incidente del cablegrama Wiesse.
En 1903 fundó la revista Actualidades, que fue la primera publicación de Lima que estableció la colaboración pagada. Su primer número apareció el 3 de enero de 1903 y llegó a los 275 números hasta su cierre en 1908.
Durante el gobierno de Serapio Calderón, se le volvió a confiar el Ministerio de Hacienda, de 14 de mayo a 24 de septiembre de 1904.
Ya en el primer gobierno de José Pardo fue elegido senador por Arequipa en 1905, representación que ejerció hasta 1910. Desde esa posición quiso mejorar el contrato Mac Clune, documento que establecía la construcción de dos ferrocarriles de penetración, que unirían las tres regiones del Perú (1907).
Fue fundador y presidente de la Asociación de la Prensa (1910) y presidente de comisión reformadora del arancel de aduanas. En los días de la Gran Guerra editó el diario La Tribuna (no confundirlo con el diario aprista), para defender los intereses del bando de la Triple Entente (1915).
Por encargo del arzobispo de Lima, Emilio Lissón, organizó la sindicatura eclesiástica, entidad encargada de la administración de las rentas eclesiásticas (1919). También se hizo cargo de la reorganización de la aduana del Callao (1920) y llegó a ser superintendente de aduanas.

## Obras literarias
- Lo que no estaba en el libro (1884), juguete cómico.
- Efluvios (1894), poesías.